# Opuchlak
Opuchlak, nadrach (Otiorhynchus) – rodzaj chrząszczy z rodziny ryjkowcowatych i podrodziny Entiminae.

## Morfologia
Chrząszcze o ciele długości od 3 do 20 mm (przeciętnie około 10 mm), porośniętym włoskami lub łuskami, przy czym te drugie rzadko pokrywają je w całości. Ryjek mają nieco krótszy od głowy do nieco od niej dłuższego, gruby, wyraźnie między nasadą a wierzchołkiem przewężony, na powierzchni górnej zaopatrzony w środkowe żeberko lub, rzadziej, rowek. Dołki na czułki są krótkie i mają wyniesione, odchylone na zewnątrz krawędzie zewnętrzne, zwane pterygiami. Czułki sięgają swymi trzonkami poza przednią krawędź przedplecza, a biczyki mają zwieńczone owalnymi buławkami. Przedplecze jest nie dłuższe niż szerokie, silnie wypukłe i zazwyczaj wyokrąglone po bokach. Najczęściej tarczka jest niewidoczna. Punktowanie na owalnych pokrywach układa się w 10–12 rowków, ale może też zanikać. Tylna para skrzydeł nie występuje. Odnóża mają maczugowato pogrubione uda i niezrośnięte pazurki równych długości. Samiec ma rurkowate, grzbietobrzusznie spłaszczone i różnie zakrzywione prącie, często z wyrostkami w endofallusie.

## Ekologia i występowanie
Owady te są fitofagami, w większości polifagicznymi. Owady dorosłe bytują na liściach, mchach i pod kamieniami. Najczęściej przejawiają aktywność nocną. Oprócz rozrodu płciowego częsta jest partenogeneza telitokiczna. Samice składają jaja do gleby, rzadziej na liście. Larwy przechodzą rozwój w glebie, żerując na korzeniach.
Rodzaj palearktyczny, w Polsce reprezentowany przez 48 gatunków, często trudnych do odróżnienia (zob. Entiminae Polski).

## Taksonomia
Rodzaj ten wprowadzony został w 1822 roku przez Ernsta Friedricha Germara. Obejmuje ponad 1000 opisanych gatunków, w tym:
- Otiorhynchus abbazzii Magnano, 1996
- Otiorhynchus horridus Stierlin, 1880
- Otiorhynchus ligneoides Stierlin, 1902
- Otiorhynchus lutosus Stierlin, 1858
- Otiorhynchus pseudoligneoides  Magnano, 1996
- Otiorhynchus crepsensis G. Müller, 1922
- Otiorhynchus elegantulus Germar, 1824
- Otiorhynchus borshii Lona, 1922
- Otiorhynchus inductus Gyllenhal, 1834
- Otiorhynchus lavandus Germar, 1824
- Otiorhynchus midas Reitter, 1914
- Otiorhynchus pretiosus Stierlin, 1888
- Otiorhynchus simulans Stierlin, 1877
- Otiorhynchus trigradus Angelov, 1974
- Otiorhynchus apulus A. Solari & F. Solari, 1913
- Otiorhynchus bagnoli Stierlin, 1901
- Otiorhynchus brunneus Krynicki, 1834
- Otiorhynchus calabrensis Stierlin, 1891
- Otiorhynchus catinensis Magnano, 1993
- Otiorhynchus conspersus (Herbst, 1795)
- Otiorhynchus cossyrensis Magnano, 1992
- Otiorhynchus cribricollis Gyllenhal, 1834
- Otiorhynchus echidna J. Daniel & K. Daniel, 1898
- Otiorhynchus ferdinandi Reitter, 1914
- Otiorhynchus ferrarii Miller, 1863
- Otiorhynchus flavimanus Stierlin, 1861
- Otiorhynchus hyblaeicus Magnano, 1992
- Otiorhynchus indefinitus Reitter, 1912
- Otiorhynchus italicus Stierlin, 1888
- Otiorhynchus juvencus Gyllenhal, 1834
- Otiorhynchus lacertosus Pesarini, 1974
- Otiorhynchus laconicus Kirsch, 1880
- Otiorhynchus reticollis Boheman, 1843
- Otiorhynchus roubali Penecke, 1931
- Otiorhynchus scabrosoides Stierlin, 1877
- Otiorhynchus setosulus Stierlin, 1861
- Otiorhynchus striatosetosus Boheman, 1843
- Otiorhynchus tristis (Scopoli, 1763)
- Otiorhynchus tuscoinsularis  Magnano, 1992
- Otiorhynchus umbilicatoides  Reitter, 1912
- Otiorhynchus velutinus Germar, 1824
- Otiorhynchus villosus Stierlin, 1872
- Otiorhynchus vulturensis Lona, 1921
- Otiorhynchus athosiensis Reitter, 1913
- Otiorhynchus balcanicus Stierlin, 1861
- Otiorhynchus caucasicus Stierlin, 1872
- Otiorhynchus raucus (Fabricius, 1777)
- Otiorhynchus anthracinus (Scopoli, 1763)
- Otiorhynchus ligustici (Linnaeus, 1758)
- Otiorhynchus mancinii F. Solari, 1932
- Otiorhynchus orbicularis (Herbst, 1795)
- Otiorhynchus subseriatus F. Solari, 1932
- Otiorhynchus wankae Reitter, 1909
- Otiorhynchus atripes Apfelbeck, 1918
- Otiorhynchus aurosignatus Apfelbeck, 1889
- Otiorhynchus brevipes Apfelbeck, 1894
- Otiorhynchus cirrogaster Apfelbeck, 1928
- Otiorhynchus consentaneus Boheman, 1843
- Otiorhynchus contractus Stierlin, 1861
- Otiorhynchus corallipes Stierlin, 1890
- Otiorhynchus dalmatinus Gyllenhal, 1834
- Otiorhynchus dolomitae (Stierlin, 1872)
- Otiorhynchus ephialtes Apfelbeck, 1895
- Otiorhynchus geniculatus (Germar, 1817)
- Otiorhynchus heydeni Stierlin, 1861
- Otiorhynchus inflatoides Reitter, 1913
- Otiorhynchus inflatus Gyllenhal, 1834
- Otiorhynchus mastix (Olivier, 1807)
- Otiorhynchus montissancti G. Müller, 1945
- Otiorhynchus obsoletus Stierlin, 1861
- Otiorhynchus oligostictus G. Müller, 1945
- Otiorhynchus pulverulentus  Germar, 1824
- Otiorhynchus fraxini Germar, 1824
- Otiorhynchus kuenburgi Stierlin, 1866
- Otiorhynchus mandibularis W. Redtenbacher, 1842
- Otiorhynchus sulcatus (Fabricius, 1775)
- Otiorhynchus costipennis Rosenhauer, 1856
- Otiorhynchus lasius (Germar, 1817)
- Otiorhynchus manellii Osella & Zuppa, 1994
- Otiorhynchus porcatus (Herbst, 1795)
- Otiorhynchus secretus Reitter, 1913
- Otiorhynchus austriacus (Fabricius, 1801)
- Otiorhynchus deubeli Ganglbauer, 1896
- Otiorhynchus equestris (Richter, 1821)
- Otiorhynchus kollari Gyllenhal, 1834
- Otiorhynchus obtusus Boheman, 1843
- Otiorhynchus primigenius Apfelbeck, 1918
- Otiorhynchus reichei Stierlin, 1861
- Otiorhynchus lepidopterus (Fabricius, 1794)
- Otiorhynchus squamosus Miller, 1859
- Otiorhynchus cirrhocnemis Apfelbeck, 1908
- Otiorhynchus axatensis Hoffmann, 1930
- Otiorhynchus breviclavatus  Stierlin, 1883
- Otiorhynchus camunus Magnano, 1973
- Otiorhynchus cancellatus Boheman, 1843
- Otiorhynchus carmagnolae (Villa & Villa, 1835)
- Otiorhynchus cesaraccioi Osella, Mamoli & Zuppa, 1991
- Otiorhynchus cornirostris Reitter, 1914
- Otiorhynchus cyclophthalmus F. Solari, 1947
- Otiorhynchus cyclopterus F. Solari, 1947
- Otiorhynchus delicatulus Marseul, 1872
- Otiorhynchus diecki Stierlin, 1872
- Otiorhynchus difficilis Stierlin, 1858
- Otiorhynchus diversicollis  Lona, 1939
- Otiorhynchus dolichopterus  Magnano, 1967
- Otiorhynchus franciscoloi F. Solari, 1947
- Otiorhynchus frigidus Mulsant, 1859
- Otiorhynchus garibaldinus A. Solari & F. Solari, 1908
- Otiorhynchus ianuargenti Mamoli, Osella & Zuppa, 1991
- Otiorhynchus impressiventris Fairmaire, 1859
- Otiorhynchus insolitus Magnano, 1967
- Otiorhynchus intrusus Reiche, 1862
- Otiorhynchus labilis Stierlin, 1883
- Otiorhynchus litigiosus Magnano, 1967
- Otiorhynchus lostiai Mamoli, Osella & Zuppa, 1991
- Otiorhynchus nigrinus F. Solari, 1947
- Otiorhynchus pasubianus F. Solari, 1947
- Otiorhynchus pignoris Reitter, 1914
- Otiorhynchus procerus Stierlin, 1875
- Otiorhynchus pupillatus Gyllenhal, 1834
- Otiorhynchus pusillus Stierlin, 1861
- Otiorhynchus respersus Stierlin, 1861
- Otiorhynchus rhododendri Stierlin, 1861
- Otiorhynchus rosaemariae Magnano, 1973
- Otiorhynchus singularis (Linnaeus, 1767)
- Otiorhynchus subdentatus Bach, 1854
- Otiorhynchus teretirostris  Stierlin, 1866
- Otiorhynchus thoracicus Stierlin, 1892
- Otiorhynchus tirolensis Stierlin, 1894
- Otiorhynchus varius Boheman, 1843
- Otiorhynchus venetus F. Solari, 1947
- Otiorhynchus vernalis Stierlin, 1861
- Otiorhynchus veterator Uyttenboogaart, 1932
- Otiorhynchus biroi Csiki, 1942
- Otiorhynchus lugens (Germar, 1817)
- Otiorhynchus spartanus Kirsch, 1931
- Otiorhynchus troianus Stierlin, 1861
- Otiorhynchus sirentensis D'Amore, 1891
- Otiorhynchus vestinus Magnano, 1977
- Otiorhynchus adspersus Boheman, 1843
- Otiorhynchus armatus Boheman, 1843
- Otiorhynchus caviventris Angelov, 1973
- Otiorhynchus corruptor (Host, 1789)
- Otiorhynchus goebli Reitter, 1914
- Otiorhynchus graecus Stierlin, 1861
- Otiorhynchus innominatus F. Solari, 1940
- Otiorhynchus obesus Stierlin, 1861
- Otiorhynchus populeti Boheman, 1843
- Otiorhynchus pseudobrucki Magnano, 2001
- Otiorhynchus rhamni Apfelbeck, 1895
- Otiorhynchus rhinoceros F. Solari, 1940
- Otiorhynchus scitus Gyllenhal, 1843
- Otiorhynchus sorbivorus Reitter, 1914
- Otiorhynchus turca Boheman, 1843
- Otiorhynchus abruzzensis Stierlin, 1893
- Otiorhynchus ambigener Penecke, 1922
- Otiorhynchus ardealicus Penecke, 1927
- Otiorhynchus azaleae Penecke, 1894
- Otiorhynchus boroveci Magnano, 2001
- Otiorhynchus carpathicus J. Daniel & K. Daniel, 1898
- Otiorhynchus globulus Gredler, 1866
- Otiorhynchus gredleri J. Daniel & K. Daniel, 1898
- Otiorhynchus hypocrita Rosenhauer, 1847
- Otiorhynchus hypsibatus Ganglbauer, 1896
- Otiorhynchus leonhardi Reitter, 1903
- Otiorhynchus levasseuri Roudier, 1960
- Otiorhynchus noskiewiczi Smreczynski, 1959
- Otiorhynchus poianae Penecke, 1927
- Otiorhynchus praetutiorum Di Marco & Osella, 1998
- Otiorhynchus proximus Stierlin, 1861
- Otiorhynchus rhiliensis Stierlin, 1888
- Otiorhynchus salassorum Magnano, 1979
- Otiorhynchus scaber (Linnaeus, 1758)
- Otiorhynchus spaethi Reitter, 1913
- Otiorhynchus subcostatus Stierlin, 1866
- Otiorhynchus uncinatus Germar, 1824
- Otiorhynchus venustus Stierlin, 1880
- Otiorhynchus articulatus J. Daniel & K. Daniel, 1898
- Otiorhynchus breiti Franz, 1938
- Otiorhynchus cadoricus J. Daniel & K. Daniel, 1891
- Otiorhynchus coniceps J. Daniel & K. Daniel, 1898
- Otiorhynchus decipiens Franz, 1938
- Otiorhynchus distincticornis  Rosenhauer, 1857
- Otiorhynchus focarilei Pesarini, 1970
- Otiorhynchus foraminosus Boheman, 1843
- Otiorhynchus hadrocerus J. Daniel & K. Daniel, 1898
- Otiorhynchus kuennemanni Reitter, 1917
- Otiorhynchus lessinicus Franz, 1938
- Otiorhynchus lombardus Stierlin, 1866
- Otiorhynchus sulcatellus J. Daniel & K. Daniel, 1898
- Otiorhynchus tagenioides Stierlin, 1861
- Otiorhynchus amplipennis Fairmaire, 1859
- Otiorhynchus armadillo (Rossi, 1792)
- Otiorhynchus aurifer Boheman, 1843
- Otiorhynchus auropupillatus Stierlin, 1861
- Otiorhynchus bertarinii Stierlin, 1894
- Otiorhynchus binaghii Luigioni, 1931
- Otiorhynchus bisulcatus (Fabricius, 1781)
- Otiorhynchus brattiensis G. Müller, 1904
- Otiorhynchus brigantii Pesarini, 1980
- Otiorhynchus cancasanus Reitter, 1913
- Otiorhynchus cardiniger (Host, 1789)
- Otiorhynchus caudatus (Rossi, 1792)
- Otiorhynchus caunicus Stierlin, 1872
- Otiorhynchus civis Stierlin, 1861
- Otiorhynchus coecus Germar, 1824
- Otiorhynchus concinnus Gyllenhal, 1834
- Otiorhynchus corticalis Lucas, 1846
- Otiorhynchus curlettii Meregalli, 1991
- Otiorhynchus fortis Rosenhauer, 1847
- Otiorhynchus ghilianii Fairmaire, 1856
- Otiorhynchus griseopunctatus Boheman, 1843
- Otiorhynchus grouvellei Stierlin, 1883
- Otiorhynchus gylippus Reitter, 1898
- Otiorhynchus hospitellensis Hustache, 1923
- Otiorhynchus hungaricus Germar, 1824
- Otiorhynchus issensis G. Müller, 1916
- Otiorhynchus jaenensis Stierlin, 1873
- Otiorhynchus lanuginosus Boheman, 1843
- Otiorhynchus lirus Schönherr, 1834
- Otiorhynchus luigionii A. Solari & F. Solari, 1908
- Otiorhynchus margaritifer Reitter, 1913
- Otiorhynchus martinensis Cl. Müller, 1858
- Otiorhynchus meridionalis Gyllenhal, 1834
- Otiorhynchus mesnili Hoffmann, 1936
- Otiorhynchus minutesquamosus A. Solari & F. Solari, 1908
- Otiorhynchus multipunctatus (Fabricius, 1792)
- Otiorhynchus nodosus (O. F. Müller, 1764)
- Otiorhynchus osellai Magnano, 1969
- Otiorhynchus paradisiacus Pesarini, 1968
- Otiorhynchus politus Gyllenhal, 1834
- Otiorhynchus repletus Boheman, 1843
- Otiorhynchus rhacusensis (Germar, 1822)
- Otiorhynchus ruffoi Magnano, 1969
- Otiorhynchus scaberrimus Stierlin, 1861
- Otiorhynchus sibillinicus Magnano, 1969
- Otiorhynchus stomachosus Gyllenhal, 1834
- Otiorhynchus sulphurifer (Fabricius, 1801)
- Otiorhynchus tenebricosus (Herbst, 1784)
- Otiorhynchus transadriaticus Reitter, 1913
- Otiorhynchus vehemens Boheman, 1843
- Otiorhynchus hickeri Penecke, 1931
- Otiorhynchus manfredi Magnano, 2001
- Otiorhynchus pinastri (Herbst, 1795)
- Otiorhynchus alutaceus (Germar, 1817)
- Otiorhynchus bicostatus Boheman, 1843
- Otiorhynchus carbo Pesarini, 1980
- Otiorhynchus cirrorrhynchoides  Reitter, 1912
- Otiorhynchus driveniki Braun, 1996
- Otiorhynchus edentatus Seidlitz, 1891
- Otiorhynchus emiliae Apfelbeck, 1889
- Otiorhynchus kyllinensis Apfelbeck, 1922
- Otiorhynchus liophloeoides  Apfelbeck, 1889
- Otiorhynchus luteus Stierlin, 1862
- Otiorhynchus modestus Stierlin, 1875
- Otiorhynchus montandoni A. Solari & F. Solari, 1903
- Otiorhynchus nuncius Faust, 1890
- Otiorhynchus parreyssii Stierlin, 1861
- Otiorhynchus petrensis Boheman, 1843
- Otiorhynchus picimanus Stierlin, 1861
- Otiorhynchus pindicola Braun, 1996
- Otiorhynchus strumosus Heller, 1897
- Otiorhynchus subnudus Stierlin, 1888
- Otiorhynchus alonsoi Meregalli, 1989
- Otiorhynchus altaepeniae Meregalli, 1985
- Otiorhynchus analis A. Solari & F. Solari, 1922
- Otiorhynchus andarensis Reitter, 1913
- Otiorhynchus arcticus (Fabricius, 1780)
- Otiorhynchus baraudi Tempère, 1977
- Otiorhynchus bigoti Tempère & Ponel, 1983
- Otiorhynchus blanchardi Apfelbeck, 1896
- Otiorhynchus caesipes Rey, 1859
- Otiorhynchus chobauti Hustache, 1920
- Otiorhynchus collectivus Reitter, 1890
- Otiorhynchus cuprosparsus Fairmaire, 1859
- Otiorhynchus daphnes Meregalli, 1985
- Otiorhynchus demandae Meregalli, 1985
- Otiorhynchus dentipes Graells, 1859
- Otiorhynchus ehlersi Stierlin, 1881
- Otiorhynchus fulvipes Gyllenhal, 1834
- Otiorhynchus gertraudae Zumpt, 1934
- Otiorhynchus getschmanni Stierlin, 1884
- Otiorhynchus glabratus Krynicki, 1834
- Otiorhynchus johannis Stierlin, 1881
- Otiorhynchus malefidus Gyllenhal, 1834
- Otiorhynchus melanopus Zumpt, 1934
- Otiorhynchus morio (Fabricius, 1781)
- Otiorhynchus nimius Meregalli, 1985
- Otiorhynchus noui Fairmaire, 1862
- Otiorhynchus oliveri Meregalli, 1992
- Otiorhynchus pascuorum Peyerimhoff, 1901
- Otiorhynchus peyerimhoffi Hustache, 1920
- Otiorhynchus pourtoyi Tempère, 1972
- Otiorhynchus praecellens Stierlin, 1886
- Otiorhynchus puncticornis Gyllenhal, 1834
- Otiorhynchus putoni Stierlin, 1891
- Otiorhynchus reynosae Brisout, 1866
- Otiorhynchus sagax Reitter, 1915
- Otiorhynchus seriehispidus  Stierlin, 1872
- Otiorhynchus simoni Bedel, 1874
- Otiorhynchus sparsiridis Reitter, 1890
- Otiorhynchus sylvestris Chevrolat, 1866
- Otiorhynchus urbionensis Meregalli, 1989
- Otiorhynchus validus Stierlin, 1881
- Otiorhynchus weiraterianus  Lona, 1937
- Otiorhynchus albanicus Apfelbeck, 1907
- Otiorhynchus alpigradus Miller, 1859
- Otiorhynchus asphaltinus Germar, 1824
- Otiorhynchus asplenii Miller, 1868
- Otiorhynchus atronitens Formánek, 1925
- Otiorhynchus brauneri Smirnoff, 1909
- Otiorhynchus corvus Boheman, 1843
- Otiorhynchus cymophanus Germar, 1839
- Otiorhynchus demirkapensis  Apfelbeck, 1898
- Otiorhynchus dives Germar, 1839
- Otiorhynchus fussi Küster, 1859
- Otiorhynchus fussianus Csiki, 1901
- Otiorhynchus gemmatus (Scopoli, 1763)
- Otiorhynchus granicollis Boheman, 1843
- Otiorhynchus longiventris Küster, 1859
- Otiorhynchus lumensis Apfelbeck, 1908
- Otiorhynchus malissorum Apfelbeck, 1918
- Otiorhynchus millerianus Reitter, 1913
- Otiorhynchus mocsaryi Csiki, 1909
- Otiorhynchus obliteratus F. Solari, 1943
- Otiorhynchus obsidianus Boheman, 1843
- Otiorhynchus opulentus Germar, 1834
- Otiorhynchus peregrinus Stierlin, 1861
- Otiorhynchus piceus Stierlin, 1895
- Otiorhynchus pseudalbanicus Braun, 1990
- Otiorhynchus riessi Fuss, 1868
- Otiorhynchus rugosus Hummel, 1827
- Otiorhynchus styriacus Stierlin, 1886
- Otiorhynchus sulcifrons Gyllenhal, 1834
- Otiorhynchus treskaensis Voss, 1965
- Otiorhynchus alpicola Boheman, 1843
- Otiorhynchus fagniezi Ruter, 1945
- Otiorhynchus farinosus Formánek, 1925
- Otiorhynchus liliputanus Apfelbeck, 1908
- Otiorhynchus merditanus Apfelbeck, 1927
- Otiorhynchus moestus Gyllenhal, 1834
- Otiorhynchus pedemontanus Stierlin, 1861
- Otiorhynchus piliger Apfelbeck, 1895
- Otiorhynchus rugifrons (Gyllenhal, 1813)
- Otiorhynchus sitonoides Apfelbeck, 1907
- Otiorhynchus trichographus  Stierlin, 1861
- Otiorhynchus globus Boheman, 1843
- Otiorhynchus anomalus F. Solari, 1937
- Otiorhynchus biformatus Mazur, 1993
- Otiorhynchus clavalis Apfelbeck, 1922
- Otiorhynchus danieli Apfelbeck, 1896
- Otiorhynchus denigrator Boheman, 1843
- Otiorhynchus dorymeroides F. Solari, 1937
- Otiorhynchus falsarius Reitter, 1912
- Otiorhynchus fodori Mesaroš, 1996
- Otiorhynchus hospitus Reitter, 1912
- Otiorhynchus jakupicensis Mesaroš, 1987
- Otiorhynchus joakimhoffi Apfelbeck, 1932
- Otiorhynchus krueperi Stierlin, 1887
- Otiorhynchus macedonicus Reitter, 1913
- Otiorhynchus problematicus  Mesaroš, 1996
- Otiorhynchus regliae Reitter, 1913
- Otiorhynchus shardaghensis  Apfelbeck, 1908
- Otiorhynchus tomoricensis Lona, 1922
- Otiorhynchus winkleri F. Solari, 1937
- Otiorhynchus crinitellus K. Daniel, 1902
- Otiorhynchus escherichi Reitter, 1898
- Otiorhynchus ikisderensis Smreczyński, 1970
- Otiorhynchus karagolensis Smreczyński, 1970
- Otiorhynchus paracrinitellus Braun, 1989
- Otiorhynchus torulensis Benedikt, 2000
- Otiorhynchus perdix (Olivier, 1807)
- Otiorhynchus thalassinus Apfelbeck, 1905
- Otiorhynchus chrysocomus Germar, 1824
- Otiorhynchus coarctatus Stierlin, 1861
- Otiorhynchus corneolus Weise, 1906
- Otiorhynchus crataegi Germar, 1824
- Otiorhynchus desertus Rosenhauer, 1847
- Otiorhynchus fullo (Schrank, 1781)
- Otiorhynchus glabellus Rosenhauer, 1847
- Otiorhynchus maxillosus Gyllenhal, 1834
- Otiorhynchus ovatus (Linnaeus, 1758)
- Otiorhynchus pauxillus Rosenhauer, 1847
- Otiorhynchus porcellus J. Daniel & K. Daniel, 1898
- Otiorhynchus scopularis Hochhuth, 1847
- Otiorhynchus funebris Apfelbeck, 1922
- Otiorhynchus infernalis (Germar, 1817)
- Otiorhynchus nobilis Germar, 1824
- Otiorhynchus sabulosus Gyllenhal, 1834
- Otiorhynchus sensitivus (Scopoli, 1763)
- Otiorhynchus stichopterus Apfelbeck, 1911
- Otiorhynchus truncatus Stierlin, 1861
- Otiorhynchus aberrans Stierlin, 1872
- Otiorhynchus acatium Gyllenhal, 1834
- Otiorhynchus adonis Apfelbeck, 1906
- Otiorhynchus adrianoi Magnano, 2001
- Otiorhynchus aegatensis Magnano, 1992
- Otiorhynchus affaber Boheman, 1843
- Otiorhynchus albidus Stierlin, 1861
- Otiorhynchus alius Magnano, 1999
- Otiorhynchus alphonsi Lona, 1938
- Otiorhynchus amicalis (Osella, 1983)
- Otiorhynchus amissus Reitter, 1914
- Otiorhynchus anadolicus Boheman, 1843
- Otiorhynchus andreinii (F. Solari, 1932)
- Otiorhynchus angelinii (Osella, 1985)
- Otiorhynchus anophthalmoides (Reitter, 1914)
- Otiorhynchus anophthalmus (Schmidt, 1854)
- Otiorhynchus antennatus Stierlin, 1861
- Otiorhynchus apfelbecki Stierlin, 1887
- Otiorhynchus aquilanus (Osella, 1976)
- Otiorhynchus aratus J. Daniel & K. Daniel, 1898
- Otiorhynchus arenosus Stierlin, 1861
- Otiorhynchus asiaticus Stierlin, 1861
- Otiorhynchus atroapterus (De Geer, 1775)
- Otiorhynchus atticus Stierlin, 1887
- Otiorhynchus augustae (Alziar, 1977)
- Otiorhynchus auricapillus Germar, 1824
- Otiorhynchus auricomus Germar, 1824
- Otiorhynchus auropunctatus  Gyllenhal, 1834
- Otiorhynchus aurosparsus Germar, 1824
- Otiorhynchus avariae (Español, 1979)
- Otiorhynchus baldensis (Czwalina, 1875)
- Otiorhynchus beieri Penecke, 1935
- Otiorhynchus bericus Magnano, 1977
- Otiorhynchus beroni (Angelov, 1985)
- Otiorhynchus bischoffianus  Lona, 1937
- Otiorhynchus bisphaericus Reiche, 1857
- Otiorhynchus blesioi (Osella, 1968)
- Otiorhynchus bleusei Faust, 1889
- Otiorhynchus bohemani Stierlin, 1877
- Otiorhynchus bonomii Lona, 1943
- Otiorhynchus bosdaghensis Lona, 1937
- Otiorhynchus bosnicus Stierlin, 1868
- Otiorhynchus brandisi Apfelbeck, 1895
- Otiorhynchus brasavolae Lona, 1943
- Otiorhynchus brevipilis Apfelbeck, 1918
- Otiorhynchus brixiensis (Osella, 1983)
- Otiorhynchus brusinae Stierlin, 1888
- Otiorhynchus burlinii F. Solari, 1947
- Otiorhynchus calabrolucanus Lona, 1957
- Otiorhynchus callicnemis Apfelbeck, 1918
- Otiorhynchus camaldulensis  (Rottenberg, 1870)
- Otiorhynchus carcelii Gyllenhal, 1843
- Otiorhynchus carcelloides Stierlin, 1888
- Otiorhynchus carinatus (Osella, 1983)
- Otiorhynchus carnicus F. Solari, 1947
- Otiorhynchus celejensis G. Müller, 1924
- Otiorhynchus cepelarus Angelov, 1974
- Otiorhynchus cephalonicus Pic, 1902
- Otiorhynchus cerigensis Apfelbeck, 1922
- Otiorhynchus chalceus Stierlin, 1861
- Otiorhynchus chalciditanus  Reitter, 1914
- Otiorhynchus championi Reitter, 1912
- Otiorhynchus chiarae Monguzzi, 1999
- Otiorhynchus chrysonus Boheman, 1843
- Otiorhynchus cirocchii (Osella, 1985)
- Otiorhynchus clathratus (Germar, 1817)
- Otiorhynchus clemens Gyllenhal, 1834
- Otiorhynchus cobosi Hoffmann, 1957
- Otiorhynchus cobosorum Alonso-Zarazaga, 1984
- Otiorhynchus compressus Stierlin, 1861
- Otiorhynchus concavirostris Boheman, 1843
- Otiorhynchus concors F. Solari, 1932
- Otiorhynchus confinis Frivaldszky, 1875
- Otiorhynchus conjugens Apfelbeck, 1918
- Otiorhynchus conspicabilis  Faldemann, 1838
- Otiorhynchus consobrinus Reitter, 1913
- Otiorhynchus contarinii Osella & Zuppa, 1993
- Otiorhynchus convexiusculus F. Solari, 1932
- Otiorhynchus coptocnemis Apfelbeck, 1918
- Otiorhynchus cornacchiai Magnano, 1996
- Otiorhynchus corsicus Fairmaire, 1859
- Otiorhynchus cosmopterus J. Daniel & K. Daniel, 1898
- Otiorhynchus crassicollis Stierlin, 1861
- Otiorhynchus croaticus Stierlin, 1861
- Otiorhynchus cukalensis Apfelbeck, 1918
- Otiorhynchus cypricola Reiche & Saulcy, 1857
- Otiorhynchus dacicus J. Daniel & K. Daniel, 1898
- Otiorhynchus davidi Alonso-Zarazaga, 1984
- Otiorhynchus decorus Stierlin, 1875
- Otiorhynchus deformis Stierlin, 1880
- Otiorhynchus densatus Boheman, 1843
- Otiorhynchus depressipenni s F. Solari, 1932
- Otiorhynchus desbrochersi Stierlin, 1883
- Otiorhynchus dieckmanni Magnano, 1979
- Otiorhynchus dieneri Csiki, 1943
- Otiorhynchus dinaricus Apfelbeck, 1898
- Otiorhynchus diversus Magnano, 1999
- Otiorhynchus doderoi (A. Solari & F. Solari, 1903)
- Otiorhynchus doriae (A. Solari & F. Solari, 1903)
- Otiorhynchus duinensis Germar, 1824
- Otiorhynchus edelenginus Reitter, 1913
- Otiorhynchus elegantinus Angelov, 1974
- Otiorhynchus emgei Stierlin, 1887
- Otiorhynchus endroedi Angelov, 1964
- Otiorhynchus epiroticus Apfelbeck, 1901
- Otiorhynchus eremicola Rosenhauer, 1847
- Otiorhynchus etropolensis Apfelbeck, 1898
- Otiorhynchus euboicus Apfelbeck, 1922
- Otiorhynchus euxinus Apfelbeck, 1898
- Otiorhynchus excellens Kirsch, 1881
- Otiorhynchus fernandoi Magnano, 2001
- Otiorhynchus flavopilosus Apfelbeck, 1922
- Otiorhynchus formaneki Reitter, 1914
- Otiorhynchus formicarius Stierlin, 1861
- Otiorhynchus forticornis Stierlin, 1896
- Otiorhynchus frater Stierlin, 1861
- Otiorhynchus frescati Boheman, 1843
- Otiorhynchus frivaldszkyi Rosenhauer, 1856
- Otiorhynchus fusciventris Fuss, 1868
- Otiorhynchus galteri Apfelbeck, 1918
- Otiorhynchus ganglbaueri Stierlin, 1888
- Otiorhynchus georgianus Magnano, 1999
- Otiorhynchus georgii Lona, 1922
- Otiorhynchus giaquintoi (F. Solari, 1932)
- Otiorhynchus gibbicollis Boheman, 1843
- Otiorhynchus giustii (Osella, 1980)
- Otiorhynchus globipes Apfelbeck, 1918
- Otiorhynchus goetzi Angelov, 1964
- Otiorhynchus gracilis Gyllenhal, 1834
- Otiorhynchus grandicollis Boheman, 1843
- Otiorhynchus graniger Reiche & Saulcy, 1857
- Otiorhynchus granosus Magnano, 1999
- Otiorhynchus granulipennis  Formánek, 1926
- Otiorhynchus gravidus Stierlin, 1872
- Otiorhynchus grenieri (Allard, 1868)
- Otiorhynchus gridellii (Español, 1949)
- Otiorhynchus griseolus F. Solari, 1932
- Otiorhynchus grisescens Mulsant, 1859
- Otiorhynchus griseus Kirsch, 1871
- Otiorhynchus gueorgievi (Angelov, 1985)
- Otiorhynchus guttula Fairmaire, 1859
- Otiorhynchus hawelkae Apfelbeck, 1929
- Otiorhynchus heerii Stierlin, 1858
- Otiorhynchus hellenicus Stierlin, 1872
- Otiorhynchus hirsutus Stierlin, 1880
- Otiorhynchus hirticulus Meregalli, 1992
- Otiorhynchus histrio Gyllenhal, 1834
- Otiorhynchus holdhausi A. Solari & F. Solari, 1913
- Otiorhynchus hummleri (Flach, 1899)
- Otiorhynchus imitator Apfelbeck, 1918
- Otiorhynchus imprevisus Magnano, 1998
- Otiorhynchus inclinataesetis Magnano, 1999
- Otiorhynchus infensus Faust, 1888
- Otiorhynchus intrusicollis  Rosenhauer, 1856
- Otiorhynchus inunctus Stierlin, 1861
- Otiorhynchus irenae (Hoffmann, 1956)
- Otiorhynchus jaltensis Formánek, 1926
- Otiorhynchus jovis Miller, 1862
- Otiorhynchus judicariensis  (Osella, 1983)
- Otiorhynchus juglandis Apfelbeck, 1896
- Otiorhynchus kahleni (Osella, 1983)
- Otiorhynchus kiesenwetteri  Stierlin, 1861
- Otiorhynchus kopaonicensis  Apfelbeck, 1908
- Otiorhynchus korabensis Lona, 1943
- Otiorhynchus koritnicensis  Apfelbeck, 1918
- Otiorhynchus kyterus Reitter, 1914
- Otiorhynchus laevipennis Stierlin, 1888
- Otiorhynchus laeviusculus Stierlin, 1861
- Otiorhynchus latirostris (Bargagli, 1871)
- Otiorhynchus latitarsis Apfelbeck, 1918
- Otiorhynchus laurae (A. Solari & F. Solari, 1907)
- Otiorhynchus leonii (A. Solari & F. Solari, 1908)
- Otiorhynchus libertoi Magnano, 1999
- Otiorhynchus liburnicus Reitter, 1914
- Otiorhynchus ligneus (Olivier, 1807)
- Otiorhynchus linussae A. Solari & F. Solari, 1922
- Otiorhynchus loebli (Osella, 1974)
- Otiorhynchus longipennis Stierlin, 1861
- Otiorhynchus longiusculus Stierlin, 1888
- Otiorhynchus lopadusae A. Solari & F. Solari, 1905
- Otiorhynchus lubriculus Faust, 1890
- Otiorhynchus lubricus Boheman, 1843
- Otiorhynchus maderi Formánek, 1920
- Otiorhynchus magnicollis Stierlin, 1888
- Otiorhynchus magrinii (Osella, 1979)
- Otiorhynchus majusculus (F. Solari, 1932)
- Otiorhynchus marmota Stierlin, 1861
- Otiorhynchus martini (Fairmaire, 1862)
- Otiorhynchus matutinus Reitter, 1912
- Otiorhynchus mazurai Formánek, 1910
- Otiorhynchus mehelii Stierlin, 1895
- Otiorhynchus meledanus Reitter, 1899
- Otiorhynchus meligunensis Magnano, 1992
- Otiorhynchus mendax Apfelbeck, 1918
- Otiorhynchus meregallii Magnano, 1977
- Otiorhynchus merklii Stierlin, 1880
- Otiorhynchus meschniggi Petri, 1928
- Otiorhynchus metokianus Apfelbeck, 1896
- Otiorhynchus metsovensis Magnano, 1999
- Otiorhynchus microphthalmus (A. Solari & F. Solari, 1908)
- Otiorhynchus mirei Hoffmann, 1964
- Otiorhynchus misellus Stierlin, 1861
- Otiorhynchus miser Kirsch, 1881
- Otiorhynchus moczarskii (Breit, 1913)
- Otiorhynchus molytoides Reitter, 1901
- Otiorhynchus monedula Stierlin, 1861
- Otiorhynchus monteleonii (Abbazzi & Osella, 1975)
- Otiorhynchus montigena Marseul, 1872
- Otiorhynchus montivagus Boheman, 1843
- Otiorhynchus moriger Reitter, 1914
- Otiorhynchus multicostatus  Stierlin, 1861
- Otiorhynchus munelensis Apfelbeck, 1907
- Otiorhynchus mus Stierlin, 1862
- Otiorhynchus neapolitanus Stierlin, 1861
- Otiorhynchus necessarius Stierlin, 1861
- Otiorhynchus nefandus Faust, 1888
- Otiorhynchus negoiensis Lona, 1923
- Otiorhynchus nevadensis Stierlin, 1892
- Otiorhynchus nitidus Reiche, 1857
- Otiorhynchus nocturnus Reitter, 1913
- Otiorhynchus noesskei Apfelbeck, 1922
- Otiorhynchus novacki G. Müller, 1922
- Otiorhynchus novellae Lona, 1925
- Otiorhynchus nubilus Boheman, 1843
- Otiorhynchus ocellifer Reitter, 1912
- Otiorhynchus oculatus F. Solari, 1947
- Otiorhynchus oligolepis Apfelbeck, 1918
- Otiorhynchus olympicola Penecke, 1928
- Otiorhynchus olympionicus Lona, 1953
- Otiorhynchus orientalis Gyllenhal, 1834
- Otiorhynchus ormayi Stierlin, 1888
- Otiorhynchus othryades Reitter, 1914
- Otiorhynchus ottomanus Stierlin, 1861
- Otiorhynchus ovalipennis Boheman, 1843
- Otiorhynchus ovatulus Boheman, 1843
- Otiorhynchus ovinus Penecke, 1928
- Otiorhynchus pacei (Osella, 1976)
- Otiorhynchus pachycerus Csiki, 1942
- Otiorhynchus pajarensis Reitter, 1913
- Otiorhynchus parnassicola F. Solari, 1947
- Otiorhynchus parnassius Apfelbeck, 1922
- Otiorhynchus parvicollis Gyllenhal, 1834
- Otiorhynchus paulinoi Stierlin, 1886
- Otiorhynchus paulinus Lona, 1925
- Otiorhynchus pedinorrhynchus Petri, 1928
- Otiorhynchus pelagosanus G. Müller, 1937
- Otiorhynchus pelionis Penecke, 1924
- Otiorhynchus pelliceus Boheman, 1843
- Otiorhynchus peneckianus Smreczynski, 1967
- Otiorhynchus pennisii (Osella & Abbazzi, 1985)
- Otiorhynchus perdixoides Reitter, 1914
- Otiorhynchus peristericus Apfelbeck, 1901
- Otiorhynchus permundus Reitter, 1913
- Otiorhynchus petryszaki Mazur, 1983
- Otiorhynchus phasma Rottenberg, 1871
- Otiorhynchus phreatus Reitter, 1914
- Otiorhynchus picenus Osella & Zuppa, 1993
- Otiorhynchus picitarsis Rosenhauer, 1856
- Otiorhynchus pierinus Reitter, 1914
- Otiorhynchus pigrans Stierlin, 1861
- Otiorhynchus pilosellus Apfelbeck, 1918
- Otiorhynchus pindicus F. Solari, 1932
- Otiorhynchus pirinicus Lona, 1938
- Otiorhynchus pittinoi Magnano & Pesarini, 2001
- Otiorhynchus plagiator Apfelbeck, 1918
- Otiorhynchus planiceps J. Daniel & K. Daniel, 1898
- Otiorhynchus planophthalmus Heyden, 1870
- Otiorhynchus plebejus Stierlin, 1861
- Otiorhynchus polycoccus Gyllenhal, 1843
- Otiorhynchus prenjus Apfelbeck, 1896
- Otiorhynchus pretneri (F. Solari, 1955)
- Otiorhynchus prioniensis Magnano, 1999
- Otiorhynchus prisrensis Apfelbeck, 1922
- Otiorhynchus prolixus Rosenhauer, 1847
- Otiorhynchus prolongatus Stierlin, 1861
- Otiorhynchus pseudohellenicus Magnano, 1993
- Otiorhynchus pseudomias Hochhuth, 1847
- Otiorhynchus pseudoumbilicatoides Magnano, 1993
- Otiorhynchus punctifrons Stierlin, 1888
- Otiorhynchus pyrenaeus Gyllenhal, 1834
- Otiorhynchus raffrayanus F. Solari, 1940
- Otiorhynchus rambouseki Apfelbeck, 1918
- Otiorhynchus relictus Apfelbeck, 1908
- Otiorhynchus remotegranulatus Stierlin, 1891
- Otiorhynchus retifer Apfelbeck, 1928
- Otiorhynchus rhinocerulus Penecke, 1928
- Otiorhynchus rigidesetosus  Magnano, 1996
- Otiorhynchus ropotamus Angelov, 1974
- Otiorhynchus rotundus Marseul, 1872
- Otiorhynchus roudieri González, 1958
- Otiorhynchus rufimanus Hochhuth, 1851
- Otiorhynchus rufomarginatus Stierlin, 1883
- Otiorhynchus rugosostriatus  (Goeze, 1777)
- Otiorhynchus rugosogranulatus Stierlin, 1888
- Otiorhynchus sabbadinii Pesarini, 1986
- Otiorhynchus samniticus (Osella, 1976)
- Otiorhynchus sardous (F. Solari, 1932)
- Otiorhynchus schaeferi Hoffmann, 1961
- Otiorhynchus schatzmayri Lona, 1922
- Otiorhynchus schaubergeri Lona, 1923
- Otiorhynchus schaumi Stierlin, 1861
- Otiorhynchus schembrii Magnano, 1992
- Otiorhynchus schlaeflini Stierlin, 1861
- Otiorhynchus schmidtii Stierlin, 1861
- Otiorhynchus schusteri Stierlin, 1897
- Otiorhynchus scitoides Pesarini, 1974
- Otiorhynchus sculptirostris Hochhuth, 1847
- Otiorhynchus segnis Gyllenhal, 1834
- Otiorhynchus semitarius Reitter, 1913
- Otiorhynchus sengleti Smreczynski, 1977
- Otiorhynchus serbicus Apfelbeck, 1922
- Otiorhynchus serdicanus Apfelbeck, 1922
- Otiorhynchus setiger (Waltl, 1835)
- Otiorhynchus setosellus Zumpt, 1936
- Otiorhynchus shatorensis Apfelbeck, 1928
- Otiorhynchus signatipennis  Gyllenhal, 1834
- Otiorhynchus skiperiae Csiki, 1942
- Otiorhynchus skoelsen Csiki, 1940
- Otiorhynchus smreczynskii Cmoluch, 1968
- Otiorhynchus solariorum Lona, 1922
- Otiorhynchus solitarius Apfelbeck, 1918
- Otiorhynchus sordidus Stierlin, 1861
- Otiorhynchus spalatrensis Boheman, 1843
- Otiorhynchus sphaerosoma Apfelbeck, 1918
- Otiorhynchus spinidens Apfelbeck, 1918
- Otiorhynchus spinifer J. Daniel & K. Daniel, 1902
- Otiorhynchus splendidus Reitter, 1913
- Otiorhynchus squamifer Boheman, 1843
- Otiorhynchus steindachneri  Apfelbeck, 1907
- Otiorhynchus stenorostris Apfelbeck, 1898
- Otiorhynchus stierlini Gemminger, 1871
- Otiorhynchus stoeckleini Zumpt, 1936
- Otiorhynchus stolzi (Holdhaus, 1908)
- Otiorhynchus stricticollis  Fairmaire, 1859
- Otiorhynchus strictipennis  Magnano, 1999
- Otiorhynchus subaequivestis F. Solari, 1932
- Otiorhynchus subcontractus  F. Solari, 1932
- Otiorhynchus subellipticus  Apfelbeck, 1922
- Otiorhynchus subfilum Reitter, 1884
- Otiorhynchus subnivalis Mesaros, 1990
- Otiorhynchus subpubescens Stierlin, 1894
- Otiorhynchus subquadratus Rosenhauer, 1847
- Otiorhynchus subrotundatus  Stierlin, 1873
- Otiorhynchus subspinosus Stierlin, 1861
- Otiorhynchus sulcicollis (Hoffmann, 1956)
- Otiorhynchus sulcirostris Boheman, 1843
- Otiorhynchus sulcogemmatus  Boheman, 1843
- Otiorhynchus taitii (Abbazzi, Bartolozzi & Osella, 1992)
- Otiorhynchus tanycerus Apfelbeck, 1922
- Otiorhynchus tener Stierlin, 1861
- Otiorhynchus tenuicostis Hustache, 1920
- Otiorhynchus terricola (Linder, 1863)
- Otiorhynchus teucrus Reitter, 1914
- Otiorhynchus thaliarchus Reitter, 1914
- Otiorhynchus titan Apfelbeck, 1907
- Otiorhynchus tomentifer Boheman, 1843
- Otiorhynchus torressalai (Español, 1945)
- Otiorhynchus tournierioides Apfelbeck, 1932
- Otiorhynchus trichophorus Meregalli, 1991
- Otiorhynchus truncatellus Graells, 1858
- Otiorhynchus turbator F. Solari, 1932
- Otiorhynchus ukrainicus Korotyaev, 1984
- Otiorhynchus vailatii (Osella, 1983)
- Otiorhynchus valdemosae Schaufuss, 1879
- Otiorhynchus valonensis Apfelbeck, 1918
- Otiorhynchus valvasori Penecke, 1923
- Otiorhynchus velebiticus Stierlin, 1893
- Otiorhynchus veluchianus Apfelbeck, 1908
- Otiorhynchus veluchiensis Hoffmann, 1957
- Otiorhynchus vermionensis Lona, 1943
- Otiorhynchus verrucipes Apfelbeck, 1898
- Otiorhynchus vestitus Gyllenhal, 1834
- Otiorhynchus vignai Osella & Zuppa, 1993
- Otiorhynchus virginalis Apfelbeck, 1922
- Otiorhynchus vitellus Gyllenhal, 1834
- Otiorhynchus vitis Gyllenhal, 1834
- Otiorhynchus volturinensis  Magnano, 1999
- Otiorhynchus voriseki Meregalli, 1991
- Otiorhynchus vossianus Magnano, 2001
- Otiorhynchus wellschmiedi Frieser, 1975
- Otiorhynchus wernerianus Reitter, 1914
- Otiorhynchus zariquieyi (Español, 1949)
- Otiorhynchus zebei Stierlin, 1861
- Otiorhynchus zhantievi Korotyaev, 1992

## Znaczenie gospodarcze
Niektóre gatunki opuchlaków są szkodnikami w rolnictwie i leśnictwie. 
W Polsce na plantacjach truskawki występuje głównie opuchlak rudonóg (Otiorhynchus ovatus L.), a lokalnie także opuchlak truskawkowiec (Otiorhynchus sulcatus F.) (występują dwie rasy: w jednej zimują osobniki dorosłe, w drugiej – wyrośnięte larwy). Ponadto szkodnikami są opuchlak lucernowiec – (Otiorhynchus ligustici), opuchlak pstrokacz (Otiorhynchus singularis) i opuchlak lilakowiec (Otiorhynchus rotundatus). 
Opuchlaki wyrządzają lokalnie bardzo duże szkody i przyczyniają się do przedwczesnej likwidacji plantacji. Owady te żerują w nocy m.in. na truskawkach, poziomkach, malinach, azalii, brzoskwiniach, różaneczniku, winorośli i cisach. Imago owada uszkadza nadziemną część rośliny wygryzając dziury w liściach, zaczynając od ich krawędzi. Larwy opuchlaków wyżerają miękką skórkę korzeni oraz podstawę pnia. Zaatakowane rośliny po wyjęciu z ziemi mają uszkodzone korzenie, a często są też pokryte larwami widocznymi gołym okiem – żółtawobiałymi z brązową głową. Rośliny przez nie zaatakowane wyglądają początkowo jakby podsychały, a następnie marnieją i przeważnie obumierają. 

## Galeria

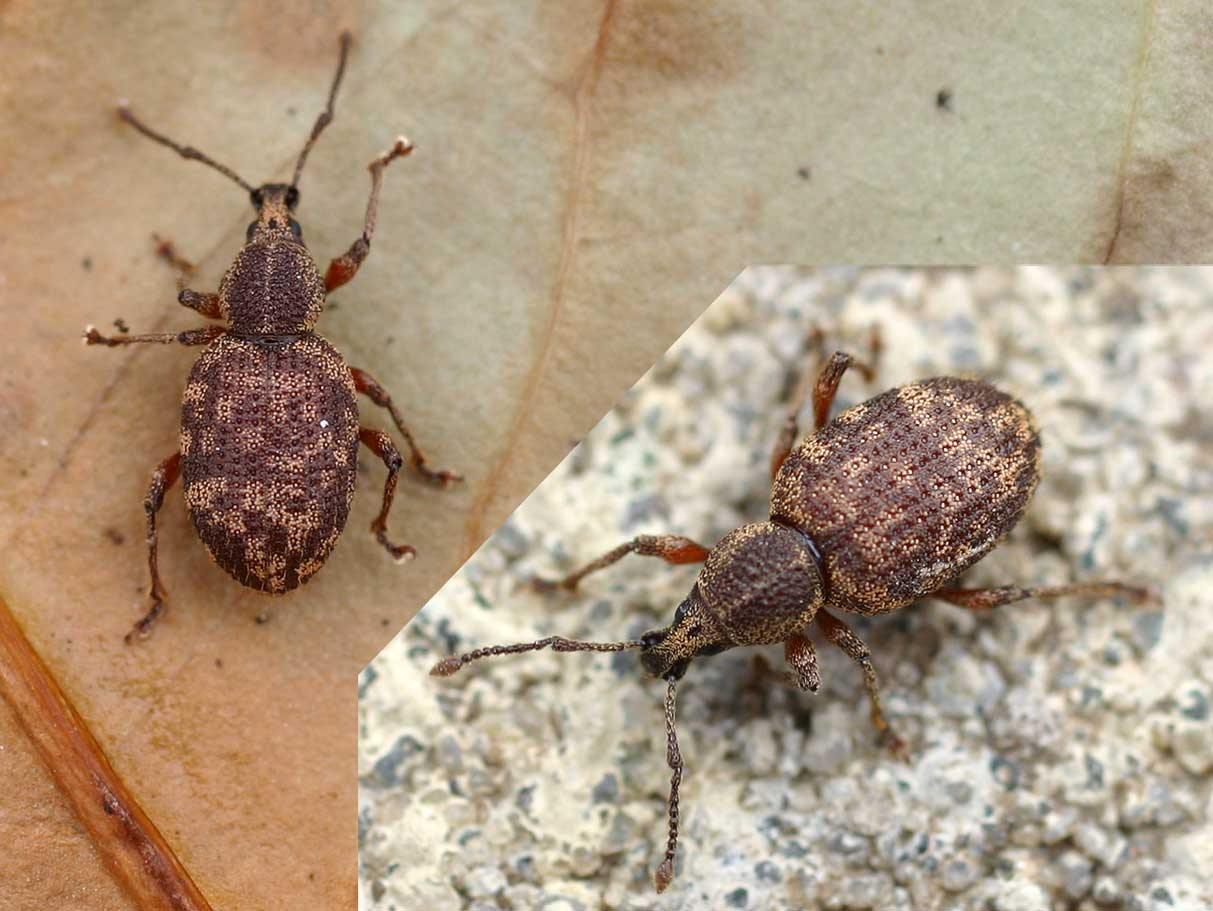
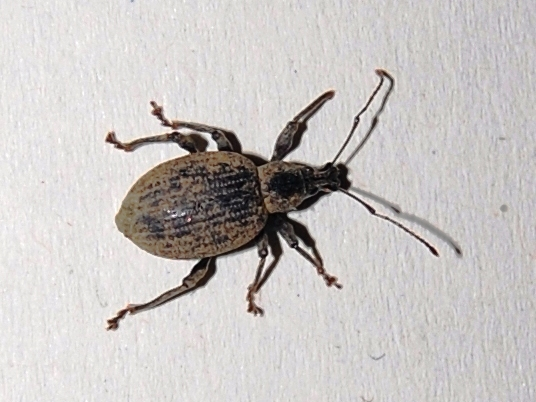
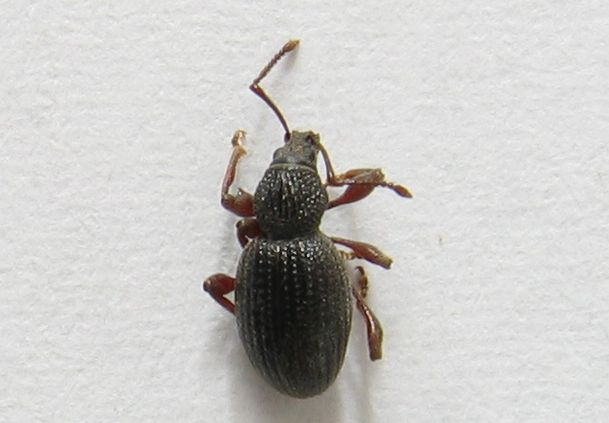
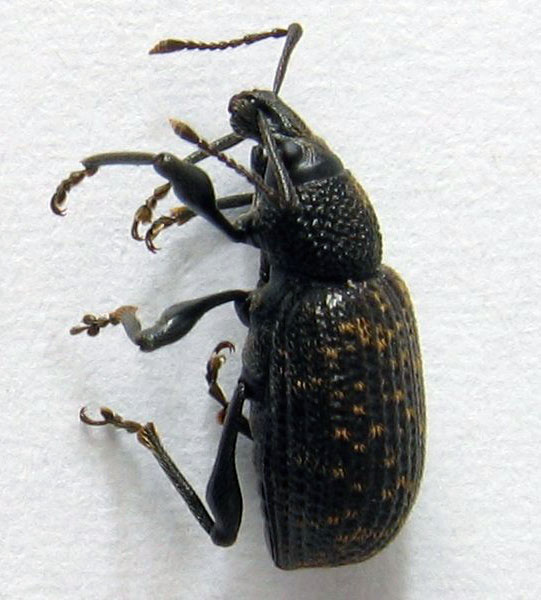
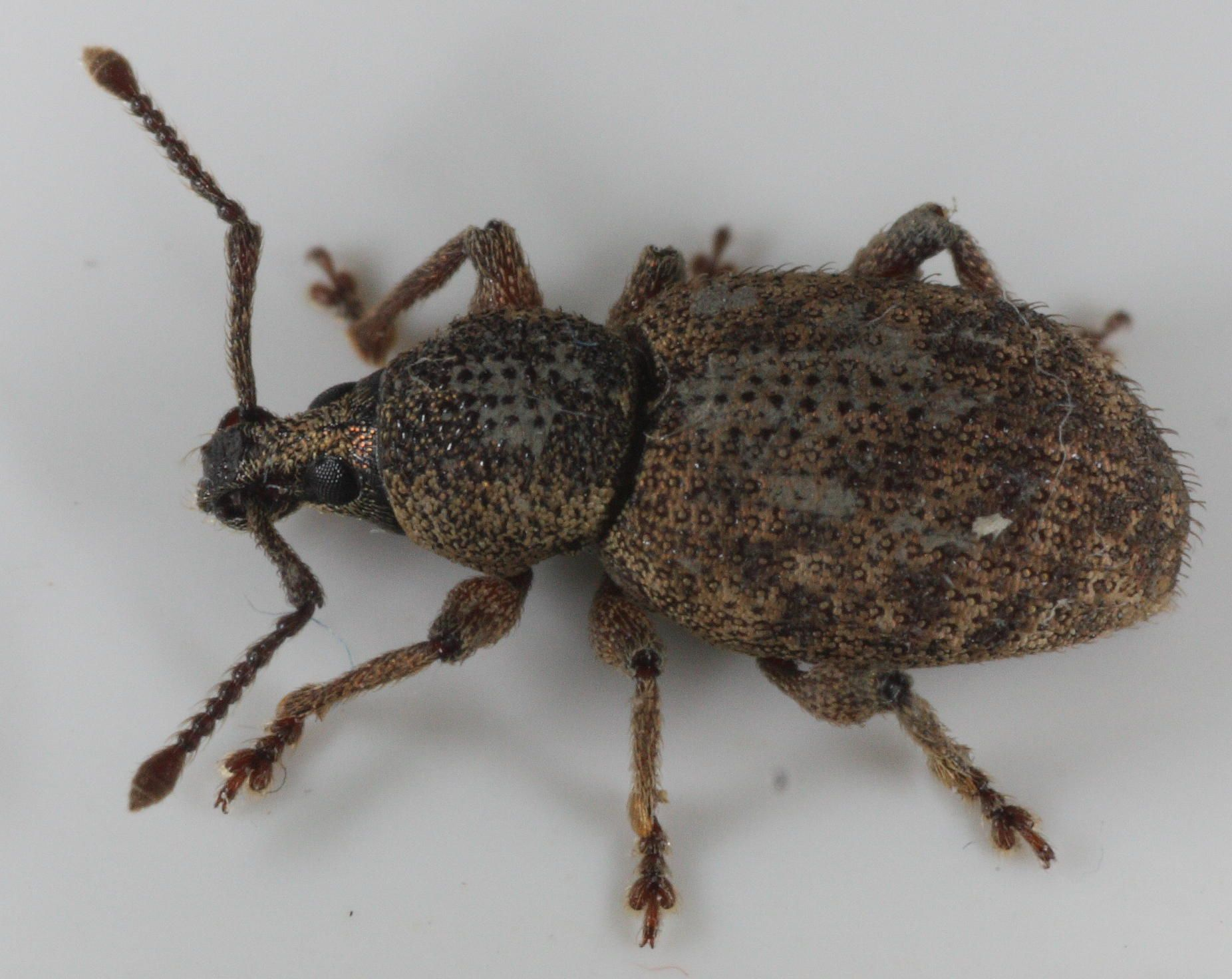
Otiorhynchus scaber